# Dayalbagh
Dayalbagh es un pueblo y nagar Panchayat situado en el distrito de Agra en el estado de Uttar Pradesh (India). Su población es de 2830 habitantes (2011). 

## Demografía
Según el censo de 2011 la población de Dayalbagh era de 2830 habitantes, de los cuales 1400 eran hombres y 1430 eran mujeres. Dayalbagh tiene una tasa media de alfabetización del 91,53%, superior a la media estatal del 67,68%: la alfabetización masculina es del 94,87%, y la alfabetización femenina del 88,31%.